# Guilers
Guilers (en bretó Gwiler-Leon) és un municipi francès, situat a la regió de Bretanya, al departament de Finisterre. L'any 2006 tenia 7.230 habitants. Forma part de la comunitat urbana de Brest Métropole Océane. A l'inici del curs 2007 el 6,5% dels alumnes del municipi eren matriculats a la primària bilingüe.

## Demografia
| 1962                                       | 1968  | 1975  | 1982  | 1990  | 1999  |
| ------------------------------------------ | ----- | ----- | ----- | ----- | ----- |
| 1.846                                      | 1.879 | 4.678 | 6.686 | 6.785 | 6.956 |
| Des de 1962: població sense dobles comptes |       |       |       |       |       |

## Administració
| Període   | Identitat      | Partit |
| --------- | -------------- | ------ |
| 1942-1971 | Charles Le Hir |        |
| 1971-1995 | Louis Ballard  |        |
| 1995-2006 | Jean Mobian    | PS     |
| 2006-2008 | Michel Billet  | PS     |
| 2008-     | Pierre Ogor    | UMP    |